# St.-Michaelis-Kirche (Hemmoor-Basbeck)

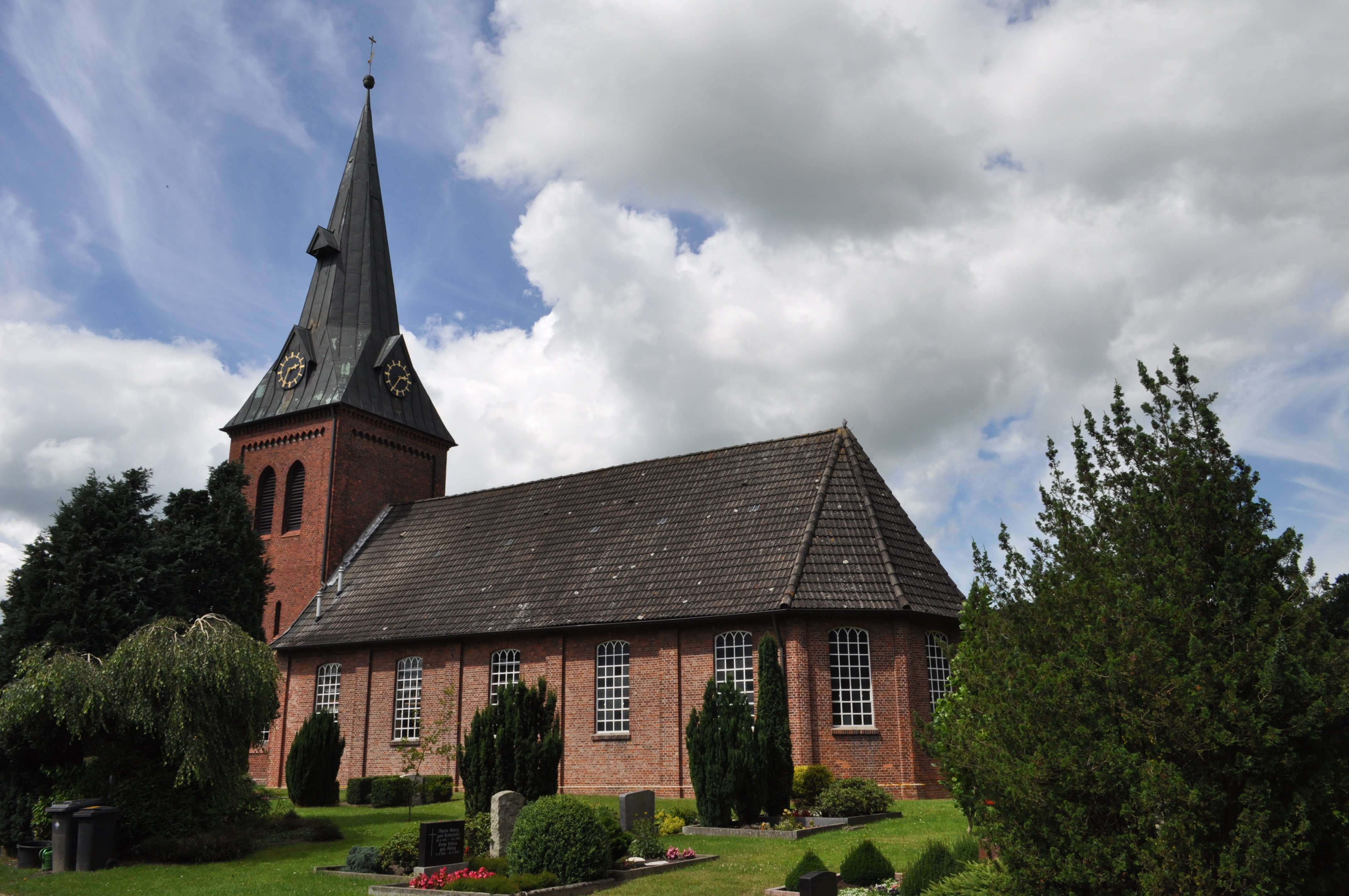
St.-Michaelis-Kirche

Die evangelisch-lutherische St.-Michaelis-Kirche steht auf dem Kirchfriedhof von Basbeck in der Kleinstadt Hemmoor im Landkreis Cuxhaven von Niedersachsen. Die Kirche steht unter Denkmalschutz. Die Kirchengemeinde gehört zum Kirchenkreis Cuxhaven-Hadeln im Sprengel Stade der Evangelisch-lutherischen Landeskirche Hannovers.

## Beschreibung
Eine kleine Kapelle stiftete 1570 der Patron Hinrich von Brobergen. Nach Schäden im Dreißigjährigen Krieg ließ Arend Jürgen von Brobergen sie 1674 abbrechen und 1751 eine größere Fachwerkkirche mit dreiseitigem Abschluss des Chors erbauen. Die Südseite des Kirchenschiffs und die Wände des Chors wurden 1882 in Ziegelbauweise erneuert.
1902 wurde im Westen der neugotische Kirchturm mit einem ins Achteck übergeführten Helm angebaut, weil der neben der Kirche freistehende hölzerne Glockenstuhl baufällig geworden war. In ihm hängen zwei Kirchenglocken, die ältere wurde 1842, die jüngere 1975 von der Glocken- und Kunstgießerei Rincker gegossen. Das Vestibül im Turm wurde 1956 als Gedächtnisstätte für die Gefallenen und Vermissten der Weltkriege hergerichtet.
Der schlichte flachgedeckte Innenraum hat umlaufende Emporen aus der Erbauungszeit. Beim Einbau der Orgel wurde die Prieche an die Südwand versetzt und die Kanzel von 1693 über dem Altar angebracht. 1870 wurde von Johann Hinrich Röver eine kleine Orgel mit 8 Registern, einem Manual und einem Pedal gebaut. 1940 erfolgte eine Überarbeitung durch P. Furtwängler & Hammer nach Vorgaben von Kirchenmusikdirektor Alfred Hoppe. Sie wurde 1967 von Paul Ott durch eine Orgel mit 17 Registern, 2 Manualen und einem Pedal ersetzt. 1996 wurde sie durch Martin Haspelmath instand gesetzt.